# Le ultime parole di Dutch Schultz
Le ultime parole di Dutch Schultz (in originale The Last Words of Dutch Schultz) è un closet drama scritto nel 1970 dall'autore della Beat Generation William Seward Burroughs.
È basato sulla vita, o più precisamente sulla morte, del criminale statunitense Dutch Schultz, legato al cosiddetto sindacato ebraico.

## Edizioni italiane
- Le ultime parole di Dutch Schultz, trad. di Giulio Saponaro, Milano: Sugar, 1971, 1994 ISBN 88-7198-326-2